# Naturschutzgebiet Steinfelder in der Schmalen Heide und Erweiterung
Koordinaten: 54° 28′ 7,8″ N, 13° 33′ 28,2″ O

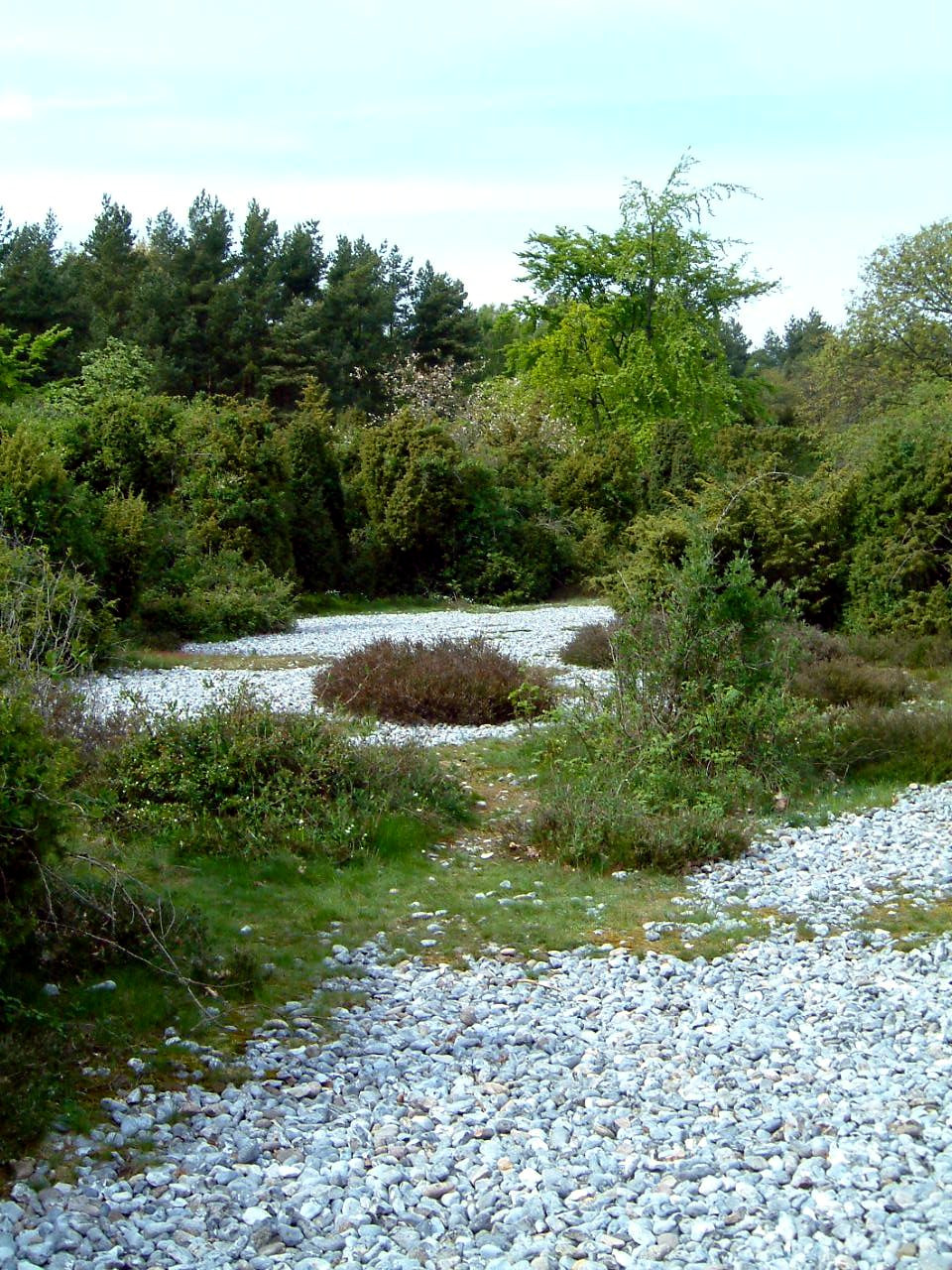
Feuersteinfelder in der Schmalen Heide

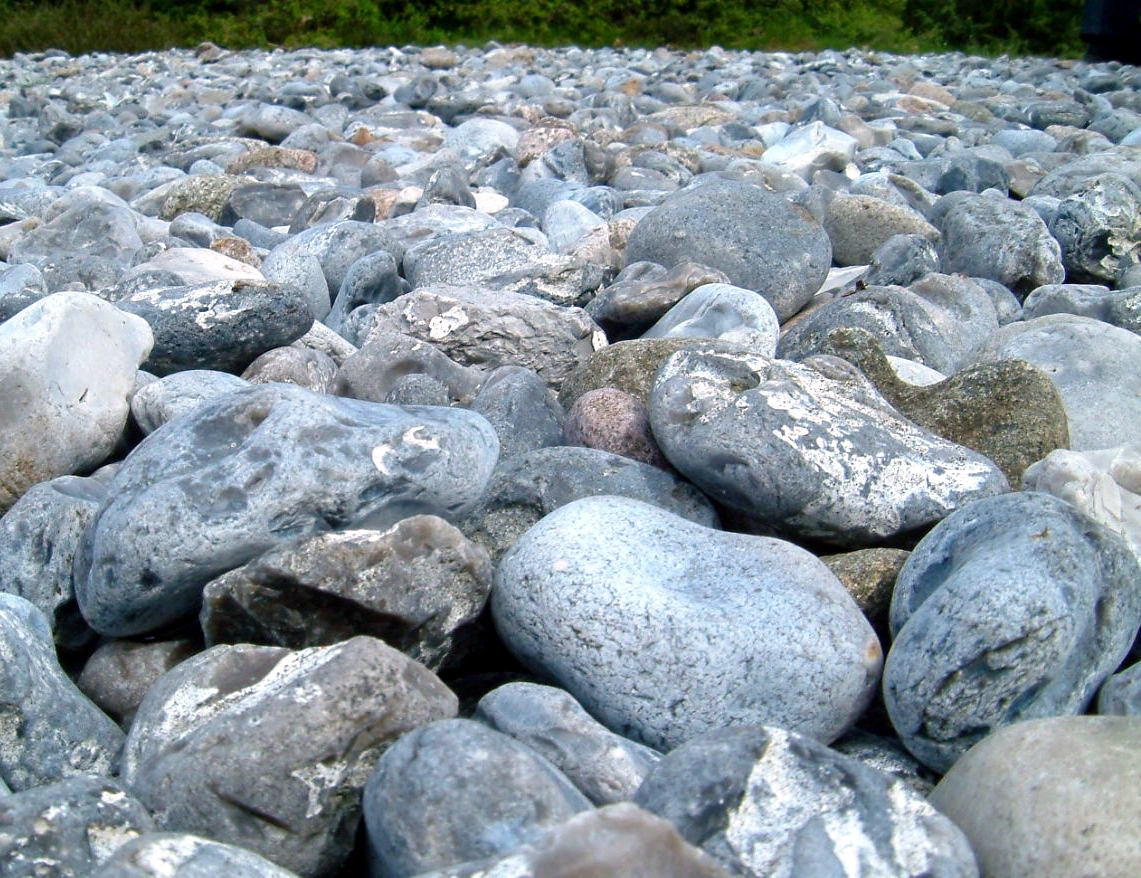
Feuersteingerölle

Das Naturschutzgebiet Steinfelder in der Schmalen Heide und Erweiterung ist ein 199 Hektar umfassendes Naturschutzgebiet auf der Insel Rügen in Mecklenburg-Vorpommern. Es umfasst die Feuersteinfelder, einen repräsentativen Ausschnitt der Schmalen Heide und als Erweiterung einen zweiten Gebietsteil mit einer naturnahen Küstendüne. Die Unterschutzstellung erfolgte am 27. April 1935. Zwei Erweiterungen der Gebietsflächen erfolgten in den Jahren 1959 und 1990.
Die Flächen befinden sich sieben Kilometer nördlich von Binz zwischen dem Kleinen Jasmunder Bodden und der Ostsee. Der Gebietszustand wird als gut angesehen. Die hohen touristischen Besucherzahlen in den Feuersteinfeldern führen zu Störungen der Tierwelt. Das Naturschutzgebiet ist über einen Wanderweg von Neu Mukran aus begehbar.
Im Jahr 2009 wurden die Flächen von der Deutschen Bundesstiftung Umwelt übernommen. Nach EU-Recht ist das Naturschutzgebiet Bestandteil des FFH-Gebiets Kleiner Jasmunder Bodden mit Halbinseln und Schmaler Heide.